# Faith (singolo George Michael)

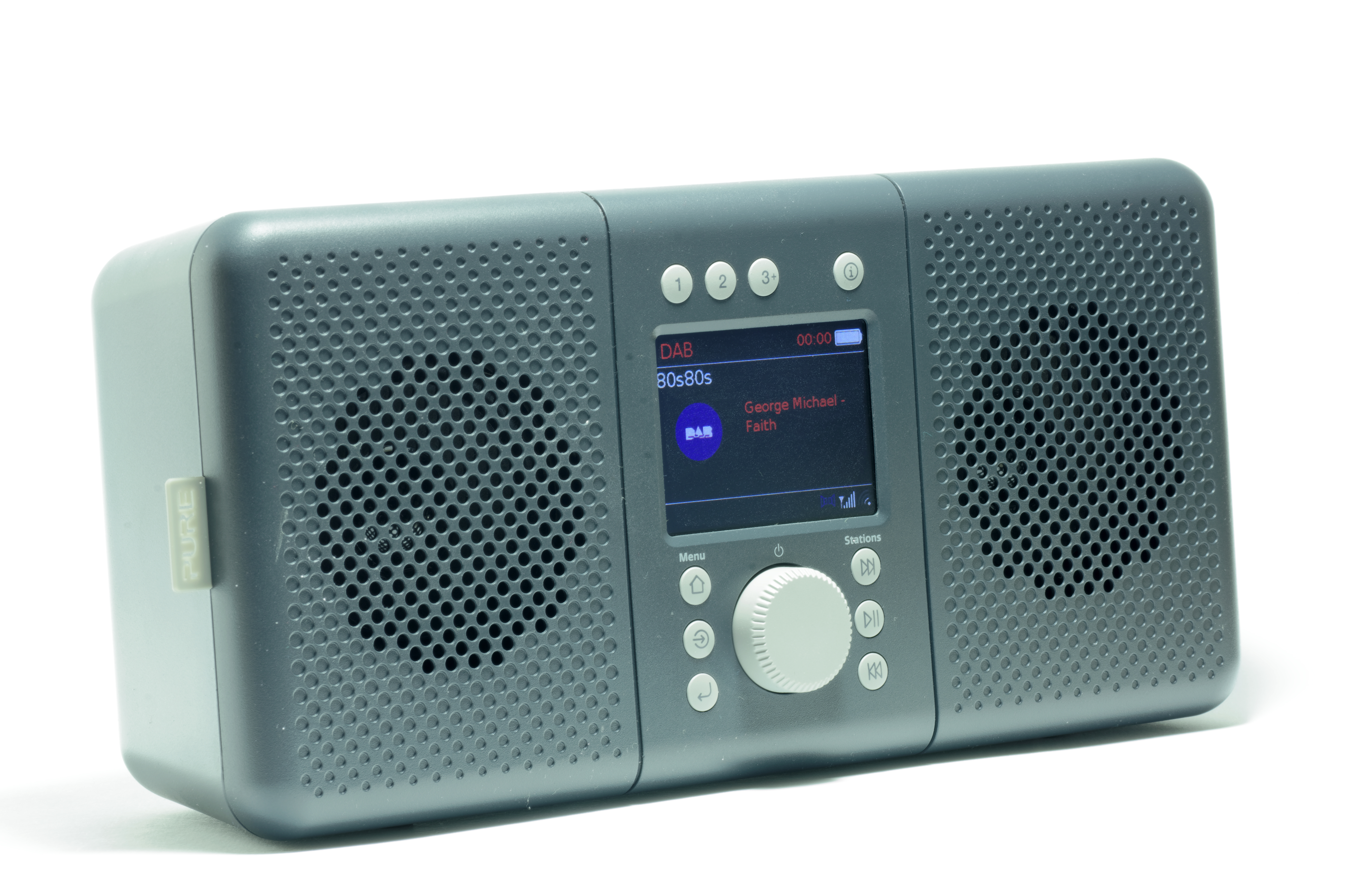
Faith su DAB+

Faith è un singolo composto ed interpretato da George Michael, pubblicato dall'etichetta discografica Columbia Records nell'ottobre del 1987, il secondo estratto dall'album omonimo.
Nel Regno Unito ha raggiunto la seconda posizione nella classifica settimanale, mentre secondo Billboard Magazine è stato il singolo più venduto negli Stati Uniti nel 1988.
Il 45 giri, nella versione base, presenta sul lato A la versione Single Mix della durata di 3:16, mentre sul retro è contenuta la Dance Remix Radio Edit, che dura 5:24.

## Tracce
7": UK / Epic EMU 2
1. "Faith" (7" single mix) – 3:16
2. "Faith" (dance remix radio edit) – 5:24

12": UK / Epic EMU T2
1. "Faith" (dance extended mix) – 4:06
2. "Faith" (org. version) – 3:16
3. "Hand to Mouth" – 5:49

U.S. CD single
1. "Faith" (7" single mix) – 4:06
2. "Faith" (dance remix radio edit) – 4:54
3. "Faith" (album version) – 3:16
4. "Hand to Mouth" – 5:49

## Classifiche
| Classifica (1987)                | Posizione massima |
| -------------------------------- | ----------------- |
| Australia                        | 1                 |
| Austria                          | 4                 |
| Belgio (Fiandre)                 | 1                 |
| Canada                           | 1                 |
| Danimarca                        | 2                 |
| Europa                           | 1                 |
| Finlandia                        | 6                 |
| Francia                          | 22                |
| Germania                         | 5                 |
| Irlanda                          | 2                 |
| Italia                           | 1                 |
| Norvegia                         | 3                 |
| Nuova Zelanda                    | 1                 |
| Paesi Bassi                      | 1                 |
| Regno Unito                      | 2                 |
| Spagna                           | 3                 |
| Stati Uniti                      | 1                 |
| Stati Uniti (adult contemporary) | 5                 |
| Stati Uniti (dance club)         | 17                |
| Stati Uniti (dance/electronic)   | 10                |
| Sudafrica                        | 3                 |
| Svezia                           | 9                 |
| Svizzera                         | 4                 |

## Versione dei Limp Bizkit
Faith è stato il secondo singolo del gruppo musicale statunitense Limp Bizkit. È una cover della canzone di George Michael ed è compresa nella lista tracce dell'album Three Dollar Bill, Yall$, del 1997.
Il video, pubblicato il 20 novembre 1998, mostra alcune scene dei Limp Bizkit dentro il loro tour bus ed al concerto del Family Values Tour 1998. Si vedono Fred Durst e Wes Borland vestirsi come i loro alter ego The Weapon e The Liquidator, con Borland che spiega che "...odia i Limp Bizkit". Nel video è presente anche Jonathan Davis, cantante dei Korn.
La parte finale della versione contenuta nell'album contiene un frammento del brano inedito dei Limp Bizkit Stereotype, a sua volta rifacimento di Blind, registrato nel 1995 e facente parte del loro vecchio demo Mental Aquaducts.

## Formazione
- Fred Durst - voce
- Wes Borland - chitarra
- Sam Rivers - basso
- John Otto - batteria
- DJ Lethal - giradischi